# 鈴木伸尋
鈴木 伸尋（すずき のぶひろ、1959年10月26日 - ）は、日本中央競馬会（JRA）・美浦トレーニングセンターの調教師。静岡県出身。

## 来歴
静岡県田方郡の農家に生まれる。幼い頃から動物と触れ合う生活をしており、その中で畑正憲の著書を読んだことをきっかけに野生動物や絶滅危惧種の保護を動物園で行いたいと思うようになり獣医を目指すようになる。
日本獣医畜産大学へ進学し、馬術部に入部する。馬術部で馬と関わる中で馬への興味が増していき馬の獣医を目指すことを決めるが、獣医の研修先だったシンボリ牧場で当時の場長から「調教師という道もある」というアドバイスを受け競馬の道へと進むことになる。
1988年4月から沢峰次厩舎で調教助手を務め、1997年にJRA調教師免許試験に合格する。翌1998年に美浦トレセンで厩舎を開業した。
2003年2月22日に行われたクイーンカップでチューニーが勝ち重賞初勝利。2009年7月11日に福島6Rで勝利しJRA通算200勝、2017年6月25日の東京1Rで勝利しJRA通算300勝、2023年4月30日の東京3Rで勝利し通算400勝を達成した。
調教師を務める傍ら、JRAが発足させた「引退競走馬に関する検討委員会」で委員を務めている。趣味は城巡り。

## 調教師成績

### 概要
|            | 日付           | 競馬場・開催  | 競走名                           | 馬名               | 頭数 | 人気 | 着順 |
| ---------- | -------------- | ------------- | -------------------------------- | ------------------ | ---- | ---- | ---- |
| 初出走     | 1998年5月23日  | 3回東京1日9R  | ビッグベン賞                     | アイノジュピター   | 10頭 | 8    | 8着  |
| 初勝利     | 1998年6月14日  | 3回東京8日5R  | 4歳500万下                       | マルタカファイスウ | 17頭 | 2    | 1着  |
| 重賞初出走 | 1998年12月19日 | 5回中山5日9R  | 中山大障害(秋)                   | カミノリファード   | 8頭  | 8    | 7着  |
| 重賞初勝利 | 2003年2月22日  | 2回中山7日11R | クイーンカップ                   | チューニー         | 16頭 | 1    | 1着  |
| GI初出走   | 2002年12月8日  | 5回中山4日11R | 朝日杯フューチュリティステークス | シンボリデビル     | 15頭 | 9    | 12着 |

## 主な管理馬
- チューニー（2003年クイーンカップ）
- ユビキタス（2008年ユニコーンステークス）
- ニシノブルームーン（2010年中山牝馬ステークス）

## 主な厩舎所属者
- 岩戸孝樹（1998年-2000年 騎手）
- 津村明秀（2004年-2007年 騎手）
- 千葉直人（2013年-2023年 調教助手）
- 横山武史（2017年- 騎手）
- 小林美駒（2023年- 騎手）